# Collega
Collega's (formeel meervoud collegae) zijn personen die uitsluitend zijn verenigd om een gezamenlijk doel te bereiken, waarbij de capaciteiten van iedere collega om dit doel te bereiken, door de anderen worden gerespecteerd. Het begrip is afgeleid van het Latijnse werkwoord colligere, hetgeen verzamelen of bijeenbrengen betekent.
In het dagelijks spraakgebruik wordt met een collega vaak iemand bedoeld die voor hetzelfde bedrijf werkt.
Bij bepaalde beroepstakken spreken ambtgenoten elkaar aan met confrater in plaats van collega omdat ze niet voor dezelfde organisatie werken.